# Karl von Metzsch

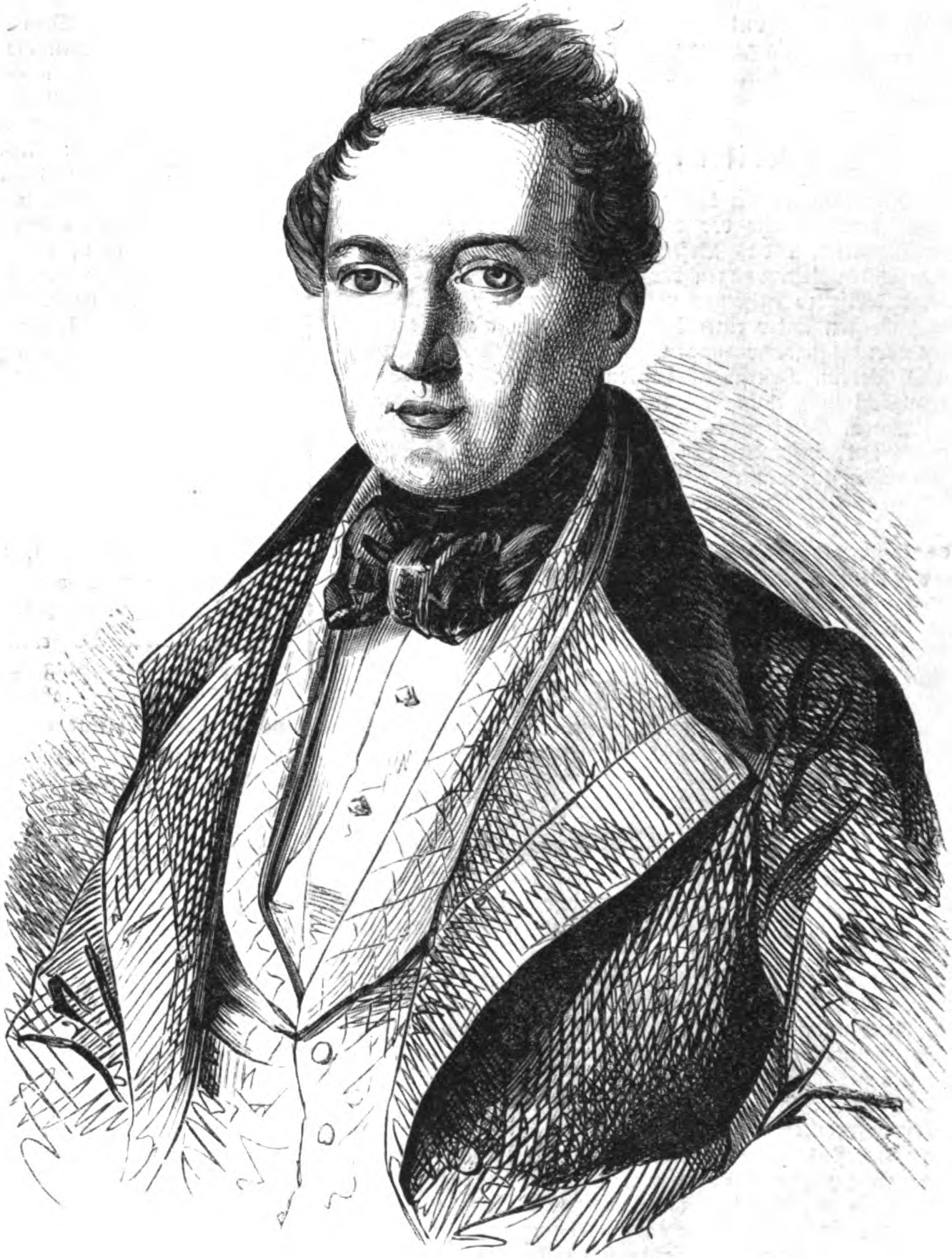
Karl von Metzsch auf Reichenbach, 1847

Karl von Metzsch, geboren als Carl von Metzsch, (* 20. Februar 1804; † 3. Dezember 1880) war ein deutscher Rittergutsbesitzer und Politiker.

## Leben
Metzsch war königlich-sächsischer Kammerherr und Oberhofmundschenk. Als gewählter Rittergutsbesitzer des Erzgebirgischen Kreises war er 1836/37 als Mitglied der I. Kammer erstmals Abgeordneter des Sächsischen Landtags, von 1839 bis zu seinem Tod war er anschließend als gewählter Rittergutsbesitzer des Vogtländischen Kreises Mitglied der Kammer. Er war Besitzer des Ritterguts Reichenbach.
Aus seiner Ehe mit Sylvia von Ende (1816–1894) entstammen die zwei für die sächsische Geschichte wichtigen Söhne Gustav von Metzsch-Reichenbach und Georg Graf von Metzsch-Reichenbach.